# Кочі Дзодзе
Кочі Дзодзе (алб. Koçi Xoxe [ˈkɔtʃi ˈdzɔdzɛ]; нар. 1 травня 1917, Негован, Грецьке королівство — пом. 11 червня 1949, Тирана, Народна Республіка Албанія) — албанський політик, один із лідерів Албанської партії праці.

## Біографія
По закінченні Другої світової війни був міністром оборони, міністром внутрішніх справ Албанії, секретарем ЦК АПП. Був прихильником інтеграції Албанії у створювану з ініціативи Йосипа Броза Тіто Балканську федерацію. Його політичний супротивник Енвер Ходжа, скориставшись розбіжностями між Тіто і Сталіним провів, зі схвалення останнього, чистку «тітовців», у ході якої Дзодзе був заарештований і після таємного суду у травні 1949 року страчений.